# Snake Rattle ’n’ Roll
Snake Rattle ’n’ Roll ist ein Videospiel, welches von Rare entwickelt und von Nintendo auf dem Nintendo Entertainment System veröffentlicht wurde. Dem Titel gebührt besondere Beachtung, denn er war einer der wenigen, der mit einer dreidimensionalen isometrischen Perspektive ausgestattet war.
Die Spielcharaktere, die man durch das Spiel steuert, sind zwei Schlangen, Rattle und Roll. Im Verlauf des Spiels muss man Kreaturen verschlingen, so genannte Nibbley-Pibbleys, wodurch die Schlange länger und schwerer wird. Am Schluss eines jeden Levels muss jeweils ein Schalter betätigt werden, welchen man nur mit dem nötigen Gewicht auslösen kann.
Das Spiel wird als eines der schwersten und herausforderndsten Spiele für den NES betrachtet. Der eigentlich geplante Nachfolger Snakes in Space wurde aufgrund von schlechten Verkaufszahlen niemals veröffentlicht. Trotzdem erschien einige Jahre später (1991) für den Game Boy ein Nachfolger, Sneaky Snakes. Ebendieses Spiel wurde dann auch im Jahr 1993 für das Sega Mega Drive umgesetzt.